# Lladruc
| [[:Image:\|Lladruc]]       |
| [[Fitxer:\|180px\|noicon]] |
| Lladruc d'un gos domèstic. |
|                            |

Un lladruc és la veu més comuna produïda pels gossos i els seus cadells. Altres cànids, com els llops salvatges, dingos,  coiots, xacals i guineus també poden bordar, encara que no és el seu so predominant. Altres mamífers diferents, com els marsupials del gènere Dasyurus (o gats marsupials), els remugants del gènere Muntiacus (muntíacs, anomenats «cérvols lladradors»), diverses espècies de otaris i els  gossets de les praderies emeten sons similars que també es podria anomenar lladrucs.

## El lladruc dels gossos
Tot i que els gossos descendeixen directament del llop salvatge (Canis lupus), el seu lladruc constitueix una diferència significativa respecte a la seva espècie antecessora. Tot i que els llops borden, ho fan només en situacions molt específiques. Segons Coppinger i Feinstein, els gossos borden en seqüències llargues i rítmiques, però els lladrucs dels llops adults tendeixen a ser breus i aïllats. En comparació amb els llops, que mai borden durant hores com un gos domèstic, els gossos borden molt més freqüentment i en major diversitat de situacions.
S'ha suggerit que la raó d'aquesta diferència es troba en el procés de domesticació dels gossos per l'home.  Una tendència major a bordar podria haver estat útil per a l'home com a sistema d'alarma. La domesticació ha alterat l'aparença física dels gossos, de manera que els gossos representen un notable exemple de neotènia, la retenció de característiques juvenils en els adults. En diversos aspectes físics (cara plana, cap i orelles grans) i hàbits (submissió, vocalització) els gossos s'assemblen més als cadells de llop que als seus adults.
Els gossos borden per raons molt variades. Per atraure l'atenció, per comunicar un missatge o per expressar excitació. Anàlisis estadístiques han posat de manifest com es pot identificar de manera individual a cada gos per la seva lladruc, i com es poden classificar els lladrucs en dos tipus segons el seu context: els d'avís o alarma tendeixen a ser rudes, de baixa freqüència i sense modular ; mentre que els lladrucs d'aïllament i de joc tendeixen a ser tonals, de freqüència més alta i modulats. Els gossos solen acompanyar el lladruc de moviments corporals, com a part dels seus recursos d'comunicació.

### Tipus de lladruc caní

#### Lladruc d'avís
Molts gossos borden quan són inquietatsper quelcom o algú, i volen protegir-se a ells mateixos algú o quelcom ; així quan necessiten alguna cosa.

#### Lladruc d'alarma
El lladruc d'alarma, comú en una gran varietat de races, és l'intent del gos de mantenir informats a la resta dels «membres del seu grup» -sovint els seus amos humans- d'esdeveniments inusuals. No implica agressió, i -encara que sovint s'associa amb sorolls estranys generats a ficar-se en el territori del gos- no és el mateix tipus de lladruc d'avís associat a la territorialitat. Pot adoptar la forma de només un o uns pocs lladrucs, o pot donar lloc a un bordar sostingut fins que el gos veu que s'han pres mesures pel que fa al motiu de l'alarma.
Un gos vocalizará lladrucs d'alarma de forma més probable quan pot sentir però no veure la font d'algun soroll. Exemples dels sons que causen comunament alarma entre els gossos són els timbres, els cotxes, els sorolls dels habitatges adjacents i similars. És un comportament que tendeix a desenvolupar-se amb l'edat i maduresa, i que també pot estar relacionat amb la presència d'un altre que pugui necessitar estar informat de tals esdeveniments: sovint un «bordador d'alarma» romandrà tranquil si està sol i no hi ha ningú a qui avisar.

#### Lladruc de necessitat
Molts gossos poden desenvolupar accions que els serveixen per mostrar necessitats, i aquestes accions solen incloure lladrucs. Per exemple, un gos pot empènyer el seu bol i bordar si té gana, o pot empènyer al seu amo i bordar si vol algun tipus d'atenció, com carícies.

#### Lladruc lúdic
Alguns gossos borden demanant un reconeixement quan estan jugant. Els gossos també borden simplement quan els agrada un joc.

#### Lladruc ordenat
Es pot entrenar a un gos per bordar atenent una ordre. Un huntaway és un gos pastor seleccionat per pasturar ramats -habitualment d'ovelles - mitjançant l'ús de la seva veu. La raça es va crear a Nova Zelanda, i encara es cria per les seves habilitats més que pel seu aspecte o caràcter.

## El lladruc en altres espècies
Molts animals es comuniquen mitjançant diverses vocalitzacions. Encara que no existeix una definició acústica precisa, consistent i funcional del que és un lladruc, els investigadors classifiquen algunes d'aquestes vocalitzacions com lladrucs segons diversos criteris. Investigadors de la Universitat de Massachusetts a Amherst han establert que el volum, l'altura, la  tonalitat, el  soroll, el abrupte de l'arrencada i la durada del pols estan entre els criteris que es poden usar per a definir un lladruc.

### Cànids
A més dels gossos i els llops, altres cànids com els coiots i els xacals també poden bordar; i els seus lladrucs són bastant similars als dels llops i els gossos. El lladruc d'un dingo és breu i monosil·làbic. El lladruc d'avís d'una guineu també sona força similar al d'un gos, però generalment la vocalització de les guineus és més alta i perllongada que els lladrucs d'altres cànids.

### Altres gèneres
També hi ha espècies no canines amb vocalitzacions que poden ser descrites com lladrucs:
- muntíac (gènere Muntiacus, de la família Cervidae) el seu lladruc d'alarma recorda el d'un gos, sovint s'anomenen «cérvols bordadors».
- Els gossets de les praderies (gènere Cynomys, de la família Sciuridae).[6]
- Otariidaes
- coatís (gènere Nasua, de la família Procyonidae) .
- Algunes espècies de primats :
  - (gènere Gorilla, de la família Hominidae) vocalitzen en ocasions breus lladrucs.
  - els mascles de kipunyi (Rungwecebus kipunji, de la família Cercopithecidae) .
  - els micos xiscladors negres (Alouatta palliata, de la família Atelidae)